# Ляскеля
Ля́скеля (карел. Läskelä, фин. Läskelä) — посёлок в Питкярантском районе Карелии. Являлся административным центром упразднённого в 2023 году Ляскельского сельского поселения.

## Общие сведения
Расположен к северу от Ладожского озера, вдоль реки Янисйоки, в 38,5 км к северо-западу от Питкяранты.
В переводе с финского языка название посёлка означает Река, по которой спускаются к озеру.
Расположен на реке Янисйоки, близ её впадения в Ладожское озеро. Одноимённая железнодорожная станция расположена на 17 км ветки Янисъярви — Питкяранта между остановочными пунктами Харлу — Вялимяки.
Впервые поселение упоминается в «Поземельной книге Корельского уезда» в 1618 году.
В посёлке действует церковь Михаила Архангела
и Евангелическо-лютеранская церковь Воскресения Христова .

## Физико-географическая характеристика

### Климат
Климат умеренно-континентальный с морским влиянием, мягкий из-за близости Ладожского озера. Характерны продолжительная зима и короткое прохладное лето с частой облачностью. Относится к самому тёплому агроклиматическому району республики.
Преобладают южные (18 %) и северо-западные (17 %) ветры, реже — северные (8 %). Штили бывают в 19 % случаев. Средняя скорость ветра — 3,5 м/с, но может колебаться от 2,5 до 4,6 м/с.
Зимой температура находится в пределах −8…−13 °C (может опускаться до −29…−33 °C). Летом средняя температура июля +14…+16 °C. Безморозный период длится 120—130 дней. Вегетационный период (температура выше +10 °C) продолжается с конца мая до середины сентября (110—115 дней).
Харктерно большое количество осадков в тёплый период (апрель-октябрь): 343—441 мм. В холодный период (ноябрь-март) осадков меньше: и 185—252 мм. Снег ложится в октябре, максимальный покров (до 51 см) — в феврале-марте. Метели бывают с ноября по апрель, сильные снегопады — чаще в декабре-январе. Туманы наблюдаются до 184 часов в год, максимум — в апреле (83 часа).
К началу мая световой день достигает 20 часов. С июня примерно 1,5 месяца длится период «белых ночей».

### Растительность и животный мир
Леса вблизи посёлка типичны для Карелии: преобладают ель, берёза и сосна. На нелесных территориях распространены луговые и болотные сообщества, преимущественно низинные болота с заболоченными лугами, заросшими ивой и ольхой. Травостой здесь низкокачественный — осока, злаки, белоус, манжетка. Пойменные луга встречаются вдоль рек и озёр, их растительность схожа с низинными. Суходольные луга редки, с преобладанием мятлика, костра, тысячелистника и других злаково-разнотравных видов.
Из млекопитающих обычны лось, бурый медведь, кабан, заяц-беляк, куница и норка. В шхерах Ладоги встречается ладожская нерпа, занесённая в Красную книгу. Птицы представлено лесными (42 %) и водоплавающими (26 %) видами. Шхеры — важное место для мигрирующих птиц, а острова богаты чайковыми колониями. Из пресмыкающихся распространены лягушка, гадюка и живородящая ящерица. Из охраняемых видов могут встретиться уж и гребенчатый тритон. В водоёмах водятся ряпушка, сиг, лещ, щука, судак, окунь, налим и озёрный лосось. В последние годы растёт популяция судака и карповых, но сокращается численность сига.

## История
Первоначально Ляскеля входила в состав волости Сортавала, а затем принадлежала муниципалитету Харлу, который был передан Финляндии Советским Союзом. Рядом с работавшими там лесопилками были построены деревообрабатывающий завод и бумажная фабрика в Ляскеля, производившая в 1905 году оберточную бумагу.
После Второй мировой войны фабрика также производила газетную бумагу. Бумажная фабрика в Ляскеля и целлюлозно-бумажная фабрика в Харлу были объединены в одну компанию в 1958 г. С 1973 по 1990-е годы фабрика в Ляскеля производила четверть советской обойной бумаги, а также писчей бумаги. Он прекратил свою деятельность в марте 2004 года. Планируется полная реконструкция завода.

## Население
По данным переписи 2010 г., 82 % населения муниципального образования составляют русские, 8 % белорусы, 4 % карелы и 3 % украинцы.
| 1959  | 1970  | 1979  | 1989  | 2002  | 2009  | 2010  |
| ----- | ----- | ----- | ----- | ----- | ----- | ----- |
| 4706  | ↘4486 | ↘4379 | ↗4416 | ↘3668 | ↘3576 | ↘3049 |
| 2013  |       |       |       |       |       |       |
| ↘2888 |       |       |       |       |       |       |

## Экономика
Через Ляскеля проходят шоссе А130 между Олонцем и Сортавалой и железная дорога между Лотинапелло и Янисъярви. Из Тааямы есть автобусное сообщение с Питкярантой, Сортавалой, Петрозаводском и Санкт-Петербургом. Пригородные поезда между Янисъярви и Питкярантой и поезда дальнего следования между Янисъярви и Лотинапелло останавливаются на железнодорожной станции Ляскеля, к которой примыкают вагоны, идущие в Петрозаводск и Санкт-Петербург. В Хийденсельке, на берегу Лаатоки, есть пристань.
Самым важным промышленным предприятием муниципалитета является лесопильный завод Лаатока, расположенный в Хийденселя. В Ляскеля также есть фабрика по производству целлюлозы и картона, предприятия по производству венков и компании по заготовке древесины, а также швейная фабрика по производству полевой формы. Сельское хозяйство представлено агрофирмой «Ладожское», производящей молоко и мясо, и рядом частных ферм.
Услуги Кескустааямы включают среднюю школу, культурный центр, библиотеку и местную больницу. В муниципалитете есть почта, сберегательная касса, заправочная станция, несколько магазинов и кафе. В Ляскеля есть Харлуская община Инкерской церкви и Евангелическая церковь.

### Промышленность
- Ляскельский бумажный завод (закрыт)
- Мясо-молочное производство ООО «Ладожское»
- Ляскельская ГЭС на реке Янисйоки
- Добыча и производство щебня
- Гостиничные услуги, общественное питание

### Достопримечательности
На острове Мякисало есть два старинных замка. Памятники строительства посёлка включают здание бумажной фабрики Ляскеля на рубеже 19 и 20 веков, железнодорожный вокзал с его гостиничными зданиями и контору лесопилки Хииденселя . Другие достопримечательности включают мраморный карьер Калккисаари и братскую могилу советских солдат, павших во время Второй мировой войны. В начале 1960-х годов на могиле был установлен гранитный обелиск и скульптурные памятники. Так же в посёлке находится памятник Пушкину.
В Ляскеля есть небольшой мотель. Путешественников привлекает маршрут на каноэ из Янисъярви в Хийденсельга вдоль реки Янисйоки.
Голубая дорога, ведущая из Норвегии в Россию через Швецию и Финляндию, проходит через Ляскеля.

## Улицы Ляскеля
| ул. Бумажников | ул. Комсомольская | ул. Мира       | ул. Октябрьская  | ул. Садовая     | ул. Строителей   |
| ул. Вуолийоки  | ул. Лесная        | ул. Молодёжная | ул. Первомайская | ул. Советская   | ул. Строительная |
| х. Заводской   | ул. Лесная М.     | ул. Набережная | ул. Полевая      | х. Сорокинский  | ул. Фабричная    |
| ул. Зелёная    | ул. Лесозаводская | ул. Новая      | ул. Речная       | ул. Спортивная  | ул. Центральная  |
| ул. Карельская | ул. Луговая       | пер. Новый     | ул. Рыбацкая     | ул. Станционная |                  |

## Галерея
- Монумент советским воинам
- Памятник Пушкину